# Saccoploca brevimargo
Saccoploca brevimargo är en fjärilsart som beskrevs av W. Warren 1907. Saccoploca brevimargo ingår i släktet Saccoploca och familjen Uraniidae. Inga underarter finns listade.